# Беметил
Беметил или Бемитил (IUPAC name – 2-ethylthiobenzimidazole hydrobromide) е имидазолово производно, причисляващо се към специфичните актопротектори.
Това е най-широко използваният актопротектор, който е и синтетичен адаптоген. Той е от метаболитен, неизтощаващ тип, който има широк обхват на фармакологична активност. Той се използва предимно от спортисти и военнослужещи в държавите от бившия СССР, с цел увеличаване и възстановяване на работоспособността при екстремални условия като тежки физически, интелектуални и психоемоционални натоварвания, хипоксия, високи температури на околната среда, работа на нощни смени, изпити и т.н. Удивително за него, за разлика от други представители на тази група, е неговата относителна безвредност. По тази причина не е и в списъците на УАДА като забранен продукт и може да се използва легално както в спорта, така и в други професионални области, при които високата работоспособност е необходимост.
Използва се да подпомага както висшата двигателна активност, така и интелектуалната функция. Бемитил притежава изразен антихипоксантен ефект. Значително увеличава не само физическата, но и операторската работоспособност, подобрява реакциите, способността за обучение, вниманието, мисловните процеси, емоционалния фон. Има изразено противо-астенично действие, ускорява процесите на възстановяване след екстремни въздействия. Не предизвиква психомоторно възбуждане. В допълнение към своето актопротекторно действие Бемитил също проявява антихипоксантен, ноотропен, антиоксидантен, репаративен, антикатаболитен, имуностимулиращ, регенеративен, косвено анаболен, противоастеничен ефект, както и други положителни ефекти. Не предизвиква психомоторна ажитация.

## История и развитие
В бившия СССР през 70-те години на 20 век се провеждат изследвания с цел разработка на нов клас фармакологично активни вещества – актопротектори. Изследванията, водени от проф. В. М. Виноградов, са провеждани в департамента по Фармакология на Военномедицинската академия в Ленинград (дн. – Санкт Петебург). В резултат на тези изследвания се създава Бемитил (химична структура – 2-етилтиобензимидазол хидробромид). За създаването на този продукт изследователският екип е награден с ордена „Почетен знак“- (Знак Почета)

## Приложение във военната и спортната медицина
Бемитил е успешно използван при подготовката на националите на СССР за Олимпийските Игри в Москва през 1980. По-късно през 90-те години на 20 век става основна добавка в съветската армия. Използван е в почти всички звена на съветската армия. В действителност ползването му от сухопътните войски спомага за увеличената издръжливост сред войниците и офицерите в продължителните операции. Ползването му от военновъздушните сили, ракетните войски и армията за въздушна отбрана позволява увеличаването на операторската работоспособност, устойчивост към хипоксия и по-добра адаптивност към високите температури на околната среда сред военнослужещите. Последното свойство на бемитил става предпоставка за неговото широко ползване сред военните служители от съветския контингент в Афганистан. Военните, включително тези от специалните части, ефективно изпълнявали бойни мисии в хипоксични условия (планините) и при високи температури на околната среда.
С разпадането на СССР промишленото производство на бемитил е преустановено.
Понастоящем бемитил се произвежда в Украйна под търговското наименование „Антихот“ и се използва широко в подготовката на Украинските национални отбори.

## Приложения в медицината
Въпреки че беметил първоначално е разработен за употреба в спортната и военната медицина, той намира широко приложение и в други клонове на практичната медицина поради неговата широкообхватна фармакологична активност, висока ефективност и безопасност. Свойствата му да оказва влияние на ключови метаболитни процеси, да повишава и възстановява работоспособността, да активира репаративните процеси благодарение на стимулиране белтъчна синтеза, са предпоставка да се изучава и да се използва Бемитил в клиничната практика. Там навлиза първо като противоастеник и освен това като средство за рехабилитация с широк обхват от действия.

### Противоастеник
Употребата на бемитил отчетливо намалява астеничните неблагоразположения след черепно-мозъчни травми, енцефалити, менингити, отравяния (от инсектициди с антихолинестеразно действие и други), атеросклероза на мозъчните съдове, неврастения и различни соматични болести. Под влиянието на Бемитил, повечето пациенти усещат минимизиране на чувствата за слабост и бърза уморяемост, поява на чувство за добро кондиционно състояние, подобряване на вниманието, паметта и настроението, повишаване на физическата и мисловна работоспособност.
Показателно за Бемитил на фона на традиционна терапия е ускоряване възстановителните процеси в черния дроб, рехабилитация на пациенти с вирусен хепатит А, премахване на астенични ефекти и възстановяване на работоспособността (A.V. Smirnov).
Противоастеничният ефект от употребата започва да се проявява сам по себе си още след първия прием и става ясно отчетлив на 3 – 5-ия ден от курса. Когато се прави сравнение на база скорост на развитие на този ефект, Бемитил превъзхожда ноотропите пирацетам и пиридитол.

### Имуностимулатор
Бемитил активира хуморалните и клетъчните имунореакции, като стимулира главно неспецифичния имунен отговор, дължащ се основно на функцията на макрофагите. Този, както и другите положителни ефекти, вероятно се дължи на увеличената белтъчна синтеза. Що се отнася до ефективност при нормализиране на защитните реакции, в повечето случаи бемитил превъзхожда добре известния имуностимулант левамизол.

### Репаративен
При неспецифични заболявания на респираторния тракт (хроничен бронхит, бронхиални заболявания) бемитил активира репаративните процеси в бронхиалния епител, засилва процесите на изчистване на муколитичния апарат, ускорява възстановяването и намалява острите състояния.
Имуномодулаторните свойства на бемитил се демонстрират в случай на хронични чернодробни заболявания (хепатит и цироза).
Приемането на Бемитил в комплексна възстановителна терапия при вирусен хепатит А се отразява в ускорено клинично възстановяване и във възстановяване на физическата
работоспособност.

### Анти-мутаген
В случай на остро радиационно облъчване, Бемитил ускорява премахването на астеничните аномали и възстановяването на работоспособността.

### Анти-исхемик
Бемитил притежава изразено анти-исхемично действие, заради което агентът се ползва при исхемична болест на сърцето. Освен това се отразява положително на миокардовия метаболизъм.

## Странични ефекти
При употребата на бемитил в прием на големи дози и на гладно в отделни случаи са възможни неприятни усещания в областта на стомаха и черния дроб, рядко – гадене и повръщане. При повишена индивидуална чувствителност понякога се отбелязва хиперемия на кожата на лицето, ринит, главоболие. В такива случаи трябва да се намали дозата или да се прекрати приема. При превишаване на препоръчителните дози или продължителна употреба на препарата без прекъсвания е възможно кумулиране с развитие на излишен стимулиращ ефект.

## Механизъм на действие
Получава се активизиране на синтеза на ензимите на глюконеогенезата, които осигуряват отстраняването на лактата (фактор, ограничаващ работоспособността) и ресинтез на въглехидрати (източници на енергия) при интензивни натоварвания, което води до повишаване на физическата работоспособност. Засилването на синтеза на митохондриални ензими и структурни белтъци в митохондриите осигурява увеличаване на производството на енергия и поддържане на висока степен на сдвояване на окисляването с фосфорилирането. Запазването на високо ниво на синтез на АТФ при дефицит на кислород спомага за изразена антихипокси и противоисхемична активност. Засилва синтеза на антиоксидантни ензими и има изразена антиоксидантна активност. Повишава устойчивостта на организма към въздействието на екстремни фактори – тежко физическо и психическо натоварване, стрес, хипоксия (липса на кислород), хипертермия (повишена температура).

## Химична структура
Според номенклатурата на IUPAC генеричното му наименование е „2-етилтиобензимидазол хидробромид“.

## Взаимодействия
Бемитил засилва положителните ефекти на следните средства:
- Средства с метаболитен тип действия – ноотропи (пирацетам и др.);
- Антиоксиданти (алфа-токоферол и др.);
- Антихипоксанти (амтизол, триметазидин);
- Нестероидни анаболни средства (рибоксин, кобабамид и др.);
- Стероидни анаболни средства (метандростенелон и др.);
- Психомоторни стимулатори (кофеин, ефедрин и др.);
- Аспарагинати (аспаркам);
- Витамини;
- Антиангинални препарати (нитрати, бета-адреноблокери).

Положителните му ефекти напълно се преустановяват при взаимодействие с МАО – инхибитори

## Токсичност
Притежава относително ниска токсичност – LD50 = 480 mg/kg